# Current Psychology Letters
Current Psychology Letters est une revue scientifique publiant des contributions dans tous les domaines de la psychologie cognitive expérimentale, incluant la psychologie cognitive, la psycholinguistique, les neurosciences cognitives, la cognition sociale, le développement cognitif, la neuropsychologie cognitive et la cognition comparative.
Current Psychology Letters est une revue en libre accès (depuis 2003) et accessible sur le portail OpenEdition Journals.